# 영동 박사삼 묘표
영동 박사삼 묘표(永同 朴事三 墓表)은 충청북도 영동군 황간면 서송원리에 있는 조선시대의 묘표이다. 2002년 1월 11일 충청북도의 문화재자료 제34호로 지정되었다.

## 개요
안정 박사삼의 묘표로, 묘표는 죽은 사람의 벼슬명·이름·생몰연월일·행적 등을 새겨 무덤 앞에 세우는 푯돌을 말한다. 박사삼은 효도가 뛰어나 효종 때 장사랑사옹원참봉 벼슬을 받았다.
안정 박사삼의 묘표는 묘소 앞에 새로 해 놓은 상석과 함께 위치해 있다. 비의 받침과 머릿돌은 새로 만든 것으로, 원래의 비받침은 담장 위에 있으며 머릿돌은 원래 없었던 것으로 보인다.
조선 현종 6년(1665)에 세운 이 묘표는 우암 송시열(1607∼1689)이 비문을 지은 것을 후손이 쓰고, 쌍운(雙運)이 새긴 것이다.
이 묘표는 박사삼의 자세한 행적을 새긴 것으로 사료적 가치가 있다.

## 참고 자료
- 영동 박사삼 묘표 - 국가유산청 국가유산포털